# Bentinckia
Bentinckia é um género botânico pertencente à família Arecaceae.

## Espécies
- Bentinckia condapanna
- Bentinckia nicobarica